# ProQuest
ProQuest és una companyia editorial fundada el 1938 amb seu a Ann Arbor, Michigan. Es tracta d'una empresa que publica recursos en formats electrònics, fonamentalment en base de dades, per la consultar documents digitals. Ofereix documents molt diversos entre els quals podem trobar articles, llibres, vídeos, revistes, publicacions periòdiques, tesis doctorals i bases de dades agregades.
ProQuest no és una base de dades, és un encadellat d’empreses que es dediquen a proporcionar recursos en format electrònic per gestionar la informació i prestar serveis a biblioteques i  investigadors. Totes les solucions i productes s’han anat desenvolupant al llarg de més d’un segle, d’ençà que en 1872 R.R. Bowker va llançar “Publishers Weekly”. A ProQuest han anat convergint iniciatives i empreses com R.R Bowker Company, UMI, Dialog, Chadwyck-Healy, Cambridge Information Group, ebrary, EBL…, la història col·lectiva de l'empresa traça l'evolució de la indústria de la informació, des dels inicis de la professió bibliotecària a través del canvi dels recursos impresos als recursos electrònics.
ProQuest, reuneix una col·lecció de milers de fonts autoritzades, milions de pàgines digitals, la col·lecció de tesis doctorals més gran de món, milions de pàgines de diaris, de llibres electrònics, d’articles de revista, col·leccions úniques de material d’arxius i museus, material audiovisual... i per altra banda, desenvolupa la tecnologia, les eines, per a que tot aquest material pugui ser gestionat per les institucions, organitzacions, investigadors i estudiosos de tot el món.
ProQuest s'ha compromès a potenciar els investigadors i els bibliotecaris de tot el món i ho fa amb una tecnologia que inclou tota classe de solucions per a la gestió de la informació: bases de dades i plataformes de bases de dades, digitalització de documents, gestor de referències, serveis d’indexació i resum...,  impulsant, d'aquesta manera, millors resultats de recerca per als usuaris i una major eficiència per a les biblioteques i organitzacions a qui serveixen.
Actualment, ProQuest és molt present en el món acadèmic i més de 26.000 biblioteques hi estan vinculades. Aproximadament un 98% de les millors universitats del món fan servir aquesta editorial. En total més de 130.000.000 persones hi tenen accés, ja sigui de manera privada, a través d'una biblioteca, universitat o una altra institució. 